# Phylloserica unicolor
Phylloserica unicolor is een keversoort uit de familie bladsprietkevers (Scarabaeidae). De wetenschappelijke naam van de soort is voor het eerst geldig gepubliceerd in 1869 door Vollenhoven.